# Représailles
Pour les articles homonymes, voir Représailles (homonymie).

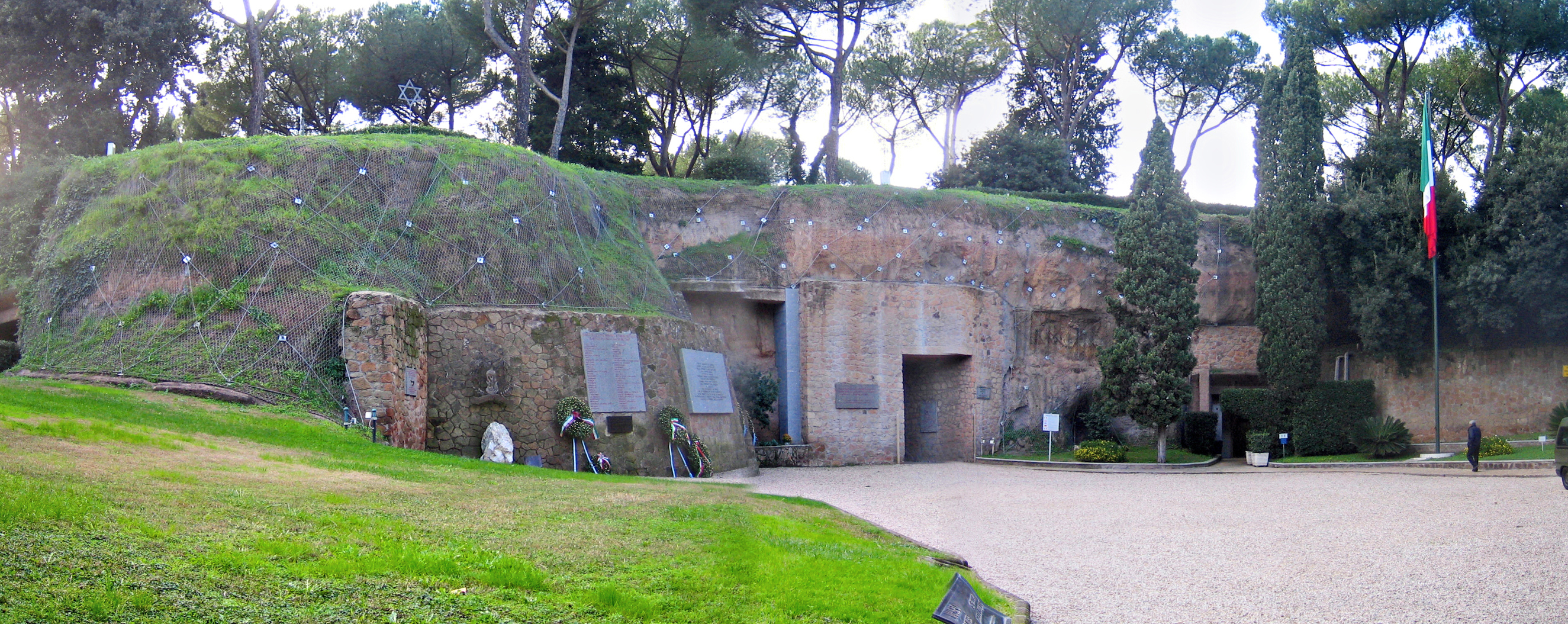
Monument de la Fosse Ardeatine, où 335 civils et prisonniers politiques (dont des juifs) sont massacrés par des troupes SS en 1944 en représailles d'une attaque de la résistance italienne à Rome contre le régiment de police SS « Bozen »

Des représailles sont une vengeance exercée par un groupe organisé ou par un État à l'encontre d'ennemis, de populations civiles, d'un autre État ou de ses ressortissants, à la suite d'actions de guerre, de guérilla ou terroristes, ou lors d'un conflit armé ou non.
En droit international, les représailles sont des mesures de contrainte armée ou non, dérogatoires aux règles ordinaires de ce droit, « prises par un État à la suite d’actes illicites commis à son détriment par un autre État, et tendant à imposer à celui-ci le respect du droit ». Elles se distinguent de la rétorsion qui « permet à un État de répondre à des actes inamicaux mais licites d’un autre État » (par exemple, tracasseries douanières, suspension d'achats, expulsion réciproque de diplomates).

## Droit international
Les représailles sont considérées comme des crimes de guerre contraires à la loi internationale. 
Il peut aussi s'agir d'une violation délibérée et limitée de cette loi par un État souverain pour punir un autre État qui l'a déjà rompue.

## Exemples de représailles
Les représailles sont des châtiments collectifs (pillages, saccages, amendes à une communauté, viols collectifs) et peuvent déboucher sur des massacres ou des exécutions sommaires de populations civiles; pour exemple voir :
- Représailles après la mort de Karl Hotz
- Massacre d'Oradour-sur-Glane
- Massacre de Tulle